# Seznam medailistů na mistrovství světa ve skocích do vody
Toto je seznam medailistů ve skocích do vody na mistrovství světa kterou pořádá Mezinárodní plavecká federace.

## 1 m prkno
| Rok     | Zlato                    | Zlato  | Stříbro                | Stříbro | Bronz                     | Bronz  |
| ------- | ------------------------ | ------ | ---------------------- | ------- | ------------------------- | ------ |
| MS 1991 | Edwin Jongejans (NED)    | 588,51 | Mark Lenzi (USA)       | 578,22  | Wang I-ťie (CHN)          | 577,86 |
| MS 1994 | Evan Stewart (ZIM)       | 382,14 | Lan Wej (CHN)          | 375,96  | Brian Earley (USA)        | 361,59 |
| MS 1998 | Jü Čuo-čcheng (CHN)      | 417,54 | Troy Dumais (USA)      | 415,74  | Holger Schlepps (GER)     | 398,31 |
| MS 2001 | Wang Feng (CHN)          | 444,03 | Wang Tchien-ling (CHN) | 433,14  | Alexandr Dobroskok (RUS)  | 414,21 |
| MS 2003 | Sü Siang (CHN)           | 431,94 | Wang Kche-nan (CHN)    | 412,41  | Joona Puhakka (FIN)       | 391,26 |
| MS 2005 | Alexandre Despatie (CAN) | 489,69 | Sü Siang (CHN)         | 445,68  | Wang Feng (CHN)           | 445,56 |
| MS 2007 | Luo Jü-tchung (CHN)      | 477,40 | Che Čchung (CHN)       | 469,85  | Christopher Sacchin (ITA) | 441,40 |
| MS 2009 | Čchin Kchaj (CHN)        | 449,00 | Čang Sin-chua (CHN)    | 445,90  | Matthew Mitcham (AUS)     | 440,20 |
| MS 2011 | Li Š'-sin (CHN)          | 463,90 | Che Min (CHN)          | 444,00  | Pavlo Rozenberg (GER)     | 436,50 |
| MS 2013 | Li Š'-sin (CHN)          | 460,95 | Illja Kvaša (UKR)      | 434,30  | Kevin Chávez (MEX)        | 431,55 |
| MS 2015 | Sie S'-i (CHN)           | 485,50 | Illja Kvaša (UKR)      | 449,05  | Michael Hixon (USA)       | 428,30 |
| MS 2017 | Pcheng Ťien-feng (CHN)   | 448,40 | Che Čchao (CHN)        | 447,20  | Giovanni Tocci (ITA)      | 444,25 |
| MS 2019 | Wang Cung-jüan (CHN)     | 440,25 | Rommel Pacheco (MEX)   | 420,15  | Pcheng Ťien-feng (CHN)    | 415,00 |
| MS 2022 | Wang Cung-jüan (CHN)     | 493,30 | Jack Laugher (GBR)     | 426,95  | Li Š'-sin (AUS)           | 395,40 |
| MS 2023 | Pcheng Ťien-feng (CHN)   | 440,45 | Osmar Olvera (MEX)     | 428,85  | Čeng Ťiou-jüan (CHN)      | 418,30 |
| MS 2024 | Osmar Olvera (MEX)       | 431,75 | Li Shixin (AUS)        | 395,70  | Ross Haslam (GBR)         | 393,10 |

## 3 m prkno
| Rok     | Zlato                    | Zlato  | Stříbro                  | Stříbro | Bronz                    | Bronz  |
| ------- | ------------------------ | ------ | ------------------------ | ------- | ------------------------ | ------ |
| MS 1973 | Philip Boggs (USA)       | 618,57 | Klaus Dibiasi (ITA)      | 617,73  | Keith Russell (USA)      | 579,48 |
| MS 1975 | Philip Boggs (USA)       | 597,12 | Klaus Dibiasi (ITA)      | 588,21  | Vjačeslav Strachov (URS) | 577,59 |
| MS 1978 | Philip Boggs (USA)       | 913,95 | Falk Hoffmann (GDR)      | 873,33  | Franco Cagnotto (ITA)    | 845,51 |
| MS 1982 | Gregory Louganis (USA)   | 752,67 | Sergej Kuzmin (URS)      | 636,15  | Alexandr Portnov (URS)   | 631,56 |
| MS 1986 | Gregory Louganis (USA)   | 750,06 | Tchan Liang-te (CHN)     | 692,28  | Li Chung-pching (CHN)    | 642,06 |
| MS 1991 | Kent Ferguson (USA)      | 650,25 | Tchan Liang-te (CHN)     | 643,95  | Albin Killat (GER)       | 619,77 |
| MS 1994 | Jü Čuo-čcheng (CHN)      | 655,44 | Dmitrij Sautin (RUS)     | 646,59  | Wang Tchien-ling (CHN)   | 638,22 |
| MS 1998 | Dmitrij Sautin (RUS)     | 746,79 | Čou I-lin (CHN)          | 694,92  | Vasilij Lisovskij (RUS)  | 651,60 |
| MS 2001 | Dmitrij Sautin (RUS)     | 725,82 | Wang Tchien-ling (CHN)   | 717,27  | Ken Terauči (JPN)        | 712,38 |
| MS 2003 | Alexandr Dobroskok (RUS) | 788,37 | Pcheng Po (CHN)          | 780,84  | Dmitrij Sautin (RUS)     | 776,54 |
| MS 2005 | Alexandre Despatie (CAN) | 813,60 | Troy Dumais (USA)        | 752,76  | Che Čchung (CHN)         | 730,77 |
| MS 2007 | Čchin Kchaj (CHN)        | 545,35 | Alexandre Despatie (CAN) | 518,65  | Dmitrij Sautin (RUS)     | 517,10 |
| MS 2009 | Che Čchung (CHN)         | 505,20 | Troy Dumais (USA)        | 498,40  | Alexandre Despatie (CAN) | 490,30 |
| MS 2011 | Che Čchung (CHN)         | 554,30 | Ilja Zacharov (RUS)      | 508,95  | Jevgenij Kuzněcov (RUS)  | 493,55 |
| MS 2013 | Che Čchung (CHN)         | 544,95 | Jevgenij Kuzněcov (RUS)  | 508,00  | Yahel Castillo (MEX)     | 498,30 |
| MS 2015 | Che Čchao (CHN)          | 555,05 | Ilja Zacharov (RUS)      | 547,60  | Jack Laugher (GBR)       | 528,90 |
| MS 2017 | Sie S'-i (CHN)           | 547,10 | Patrick Hausding (GER)   | 526,15  | Ilja Zacharov (RUS)      | 505,90 |
| MS 2019 | Sie S'-i (CHN)           | 545,45 | Cchao Jüan (CHN)         | 517,85  | Jack Laugher (GBR)       | 504,55 |
| MS 2022 | Wang Cung-jüan (CHN)     | 561,95 | Cchao Jüan (CHN)         | 492,85  | Jack Laugher (GBR)       | 473,30 |
| MS 2023 | Wang Cung-jüan (CHN)     | 538,10 | Osmar Olvera (MEX)       | 507,50  | Lung Tao-i (CHN)         | 499,75 |
| MS 2024 | Wang Cung-jüan (CHN)     | 538,70 | Xie Siyi (CHN)           | 516,10  | Osmar Olvera (MEX)       | 498,40 |

## 10 m věž
| Rok     | Zlato                    | Zlato  | Stříbro                   | Stříbro | Bronz                    | Bronz  |
| ------- | ------------------------ | ------ | ------------------------- | ------- | ------------------------ | ------ |
| MS 1973 | Klaus Dibiasi (ITA)      | 559,53 | Keith Russell (USA)       | 523,74  | Falk Hoffmann (GDR)      | 492,15 |
| MS 1975 | Klaus Dibiasi (ITA)      | 547,98 | Nikolaj Michajlin (URS)   | 532,94  | Carlos Girón (MEX)       | 529,71 |
| MS 1978 | Gregory Louganis (USA)   | 844,11 | Falk Hoffmann (GDR)       | 836,76  | Vladimir Alejnik (URS)   | 813,62 |
| MS 1982 | Gregory Louganis (USA)   | 634,26 | Vladimir Alejnik (URS)    | 629,85  | Bruce Kimball (USA)      | 619,68 |
| MS 1986 | Gregory Louganis (USA)   | 668,58 | Li Kchung-čeng (CHN)      | 624,33  | Bruce Kimball (USA)      | 599,91 |
| MS 1991 | Sun Šu-wej (CHN)         | 626,79 | Siung Ni (CHN)            | 603,81  | Giorgi Čogovadze (URS)   | 580,68 |
| MS 1994 | Dmitrij Sautin (RUS)     | 634,71 | Sun Šu-wej (CHN)          | 630,03  | Vladimir Timošinin (RUS) | 607,32 |
| MS 1998 | Dmitrij Sautin (RUS)     | 750,99 | Tchien Liang (CHN)        | 699,30  | Jan Hempel (GER)         | 624,15 |
| MS 2001 | Tchien Liang (CHN)       | 688,77 | Alexandre Despatie (CAN)  | 670,95  | Mathew Helm (AUS)        | 670,23 |
| MS 2003 | Alexandre Despatie (CAN) | 716,91 | Mathew Helm (AUS)         | 697,74  | Tchien Liang (CHN)       | 696,06 |
| MS 2005 | Chu Ťia (CHN)            | 698,01 | José Antonio Guerra (CUB) | 691,14  | Gleb Galperin (RUS)      | 656,19 |
| MS 2007 | Gleb Galperin (RUS)      | 554,70 | Čou Lu-sin (CHN)          | 519,15  | Lin Jüe (CHN)            | 513,70 |
| MS 2009 | Thomas Daley (GBR)       | 539,85 | Čchiou Po (CHN)           | 532,20  | Čou Lu-sin (CHN)         | 530,55 |
| MS 2011 | Čchiou Po (CHN)          | 585,45 | David Boudia (USA)        | 544,25  | Sascha Klein (GER)       | 534,50 |
| MS 2013 | Čchiou Po (CHN)          | 581,00 | David Boudia (USA)        | 517,40  | Sascha Klein (GER)       | 508,55 |
| MS 2015 | Čchiou Po (CHN)          | 587,00 | David Boudia (USA)        | 560,20  | Thomas Daley (GBR)       | 537,95 |
| MS 2017 | Thomas Daley (GBR)       | 590,95 | Čchen Aj-sen (CHN)        | 585,25  | Jang Ťien (CHN)          | 565,15 |
| MS 2019 | Jang Ťien (CHN)          | 598,65 | Jang Chao (CHN)           | 585,75  | Alexandr Bondar (RUS)    | 541,05 |
| MS 2022 | Jang Ťien (CHN)          | 515,55 | Rikuto Tamai (JPN)        | 488,00  | Jang Chao (CHN)          | 485,45 |
| MS 2023 | Cassiel Rousseau (AUS)   | 520,85 | Lien Ťün-ťie (CHN)        | 512,35  | Jang Chao (CHN)          | 504,00 |
| MS 2024 | Jang Chao (CHN)          | 564,05 | Cchao Jüan (CHN)          | 553,20  | Oleksij Sereda (UKR)     | 528,65 |

## Synchronizované skoky – 3 m prkno
| Rok     | Zlato                                      | Zlato  | Stříbro                                              | Stříbro | Bronz                                                | Bronz  |
| ------- | ------------------------------------------ | ------ | ---------------------------------------------------- | ------- | ---------------------------------------------------- | ------ |
| MS 1998 | Čína (Sü Chao, Jü Čuo-čcheng)              | 313,50 | Německo (Alexander Mesch, Holger Schlepps)           | 308,28  | Austrálie (Shannon Roy, Dean Pullar)                 | 305,16 |
| MS 2001 | Čína (CHN) (Pcheng Po, Wang Kche-nan)      | 342,63 | Mexiko (MEX) (Joel Rodríguez, Fernando Platas)       | 338,49  | Rusko (RUS) (Alexandr Dobroskok, Dmitrij Sautin)     | 335,19 |
| MS 2003 | Rusko (Alexandr Dobroskok, Dmitrij Sautin) | 369,18 | Čína (Wang Tchien-ling, Wang Feng)                   | 343,29  | Německo (Andreas Wels, Tobias Schellenberg)          | 334,44 |
| MS 2005 | Čína (Wang Feng, Che Čchung)               | 384,42 | Německo (Tobias Schellenberg, Andreas Wels)          | 364,59  | USA (Justin Dumais, Troy Dumais)                     | 360,27 |
| MS 2007 | Čína (Čchin Kchaj, Wang Feng)              | 458,76 | Kanada (Alexandre Despatie, Arturo Miranda)          | 418,92  | Německo (Tobias Schellenberg, Andreas Wels)          | 414,54 |
| MS 2009 | Čína (Čchin Kchaj, Wang Feng)              | 467,94 | USA (Troy Dumais, Kristian Ipsen)                    | 445,59  | Kanada (Alexandre Despatie, Reuben Ross)             | 428,64 |
| MS 2011 | Čína (Čchin Kchaj, Luo Jü-tchung)          | 463,98 | Rusko (Ilja Zacharov, Jevgenij Kuzněcov)             | 451,89  | Mexiko (Julián Sánchez, Yahel Castillo)              | 437,61 |
| MS 2013 | Čína (Čchin Kchaj, Che Čchung)             | 448,86 | Rusko (Ilja Zacharov, Jevgenij Kuzněcov)             | 428,01  | Mexiko (Rommel Pacheco, Jahir Ocampo)                | 422,79 |
| MS 2015 | Čína (Cchao Jüan, Čchin Kchaj)             | 471,45 | Rusko (Jevgenij Kuzněcov, Ilja Zacharov)             | 459,18  | Spojené království (Jack Laugher, Christopher Mears) | 445,20 |
| MS 2017 | Rusko (Jevgenij Kuzněcov, Ilja Zacharov)   | 450,30 | Čína (Cchao Jüan, Sie S'-i)                          | 443,40  | Ukrajina (Illja Kvaša, Oleh Kolodij)                 | 429,99 |
| MS 2019 | Čína (Cchao Jüan, Sie S'-i)                | 439,74 | Spojené království (Daniel Goodfellow, Jack Laugher) | 415,02  | Mexiko (Yahel Castillo, Juan Manuel Celaya)          | 413,94 |
| MS 2022 | Čína (Cchao Jüan, Wang Cung-jüan)          | 459,18 | Spojené království (Anthony Harding, Jack Laugher)   | 451,71  | Německo (Timo Barthel, Lars Rüdiger)                 | 406,44 |
| MS 2023 | Čína (Lung Tao-i, Wang Cung-jüan)          | 456,33 | Spojené království (Anthony Harding, Jack Laugher)   | 424,62  | Francie (Jules Bouyer, Alexis Jandard)               | 389,10 |
| MS 2024 | Čína (Lung Tao-i, Wang Cung-jüan)          | 442,41 | Itálie (Lorenzo Marsaglia, Giovanni Tocci )          | 384,24  | Španělsko (Adrián Abadía, Nicolás García )           | 383,28 |

## Synchronizované skoky – 10 m věž
| Rok     | Zlato                                    | Zlato  | Stříbro                                         | Stříbro | Bronz                                              | Bronz  |
| ------- | ---------------------------------------- | ------ | ----------------------------------------------- | ------- | -------------------------------------------------- | ------ |
| MS 1998 | Čína (Sun Šu-wej, Tchien Liang)          | 326,34 | Německo (Michael Kühne, Jan Hempel)             | 308,01  | Rusko (Alexandr Varlamov, Igor Lukašin)            | 304,02 |
| MS 2001 | Čína (Tchien Liang, Chu Ťia)             | 361,41 | Mexiko (Eduardo Rueda, Fernando Platas)         | 336,63  | Ukrajina (Roman Volodkov, Anton Zacharov)          | 336,06 |
| MS 2003 | Austrálie (Mathew Helm, Robert Newbery)  | 384,60 | Ukrajina (Roman Volodkov, Anton Zacharov)       | 372,60  | Čína (Tchien Liang, Chu Ťia)                       | 367,14 |
| MS 2005 | Rusko (Dmitrij Dobroskok, Gleb Galperin) | 392,88 | Čína (Jang Ťing-chuej, Chu Ťia)                 | 374,79  | Spojené království (Peter Waterfield, Leon Taylor) | 367,95 |
| MS 2007 | Čína (Chuo Liang, Lin Jüe)               | 489,48 | Rusko (Dmitrij Dobroskok, Gleb Galperin)        | 467,16  | USA (David Boudia, Thomas Finchum)                 | 463,56 |
| MS 2009 | Čína (Chuo Liang, Lin Jüe)               | 482,58 | USA (David Boudia, Thomas Finchum)              | 456,84  | Kuba (José Antonio Guerra, Jeinkler Aguirre)       | 456,60 |
| MS 2011 | Čína (Čchiou Po, Chuo Liang)             | 480,03 | Německo (Patrick Hausding, Sascha Klein)        | 443,01  | Ukrajina (Oleksandr Horškovozov, Alexandr Bondar)  | 435,36 |
| MS 2013 | Německo (Sascha Klein, Patrick Hausding) | 461,46 | Rusko (Viktor Minibajev, Arťom Česakov)         | 445,95  | Čína (Cchao Jüan, Čang Jen-čchüan)                 | 445,56 |
| MS 2015 | Čína (Čchen Aj-sen, Lin Jüe)             | 495,72 | Mexiko (Iván García, Germán Sánchez)            | 448,89  | Rusko (Roman Izmailov, Viktor Minibajev)           | 441,33 |
| MS 2017 | Čína (Čchen Aj-sen, Jang Chao)           | 498,48 | Rusko (Alexandr Bondar, Viktor Minibajev)       | 458,85  | Německo (Patrick Hausding, Sascha Klein)           | 440,82 |
| MS 2019 | Čína (Cchao Jüan, Čchen Aj-sen)          | 486,93 | Rusko (Alexandr Bondar, Viktor Minibajev)       | 444,60  | Spojené království (Thomas Daley, Matthew Lee)     | 425,91 |
| MS 2022 | Čína (Lien Ťün-ťie, Jang Chao)           | 467,79 | Spojené království (Matthew Lee, Noah Williams) | 427,71  | Kanada (Rylan Wiens, Nathan Zsombor-Murray)        | 417,12 |
| MS 2023 | Čína (Lien Ťün-ťie, Jang Chao)           | 477,75 | Ukrajina (Kirill Boljuch, Oleksij Sereda)       | 439,32  | Mexiko (Kevin Berlín, Randal Willars)              | 434,16 |
| MS 2024 | Čína (Lien Ťün-ťie, Jang Chao)           | 470,76 | Spojené království (Tom Daley, Noah Williams )  | 422,57  | Ukrajina (Kirill Boljuch, Oleksij Sereda)          | 406,47 |

## Synchronizované skoky – 3 m prkno (mix)
| Rok     | Zlato                                          | Zlato  | Stříbro                                          | Stříbro | Bronz                                            | Bronz  |
| ------- | ---------------------------------------------- | ------ | ------------------------------------------------ | ------- | ------------------------------------------------ | ------ |
| MS 2015 | Čína (Wang Chan, Jang Chao)                    | 339,90 | Kanada (Jennifer Abelová, François Imbeau-Dulac) | 317,01  | Itálie (Tania Cagnottová, Maicol Verzotto)       | 315,30 |
| MS 2017 | Čína (Wang Chan, Li Čeng)                      | 323,70 | Spojené království (Grace Reidová, Thomas Daley) | 308,04  | Kanada (Jennifer Abelová, François Imbeau-Dulac) | 297,72 |
| MS 2019 | Austrálie (Maddison Keeneyová, Matthew Carter) | 304,86 | Kanada (Jennifer Abelová, François Imbeau-Dulac) | 304,08  | Německo (Tina Punzelová, Lou Massenberg)         | 301,62 |
| MS 2022 | Čína (Lin Šan, Ču C'-feng)                     | 324,15 | Itálie (Chiara Pellacaniová, Matteo Santoro)     | 293,55  | Spojené království (Grace Reidová, James Heatly) | 287,61 |
| MS 2023 | Čína (Lin Šan, Ču C'-feng)                     | 326,10 | Austrálie (Maddison Keeneyová, Domonic Bedggood) | 307,38  | Itálie (Chiara Pellacaniová, Matteo Santoro)     | 294,12 |
| MS 2024 | Austrálie Domonic Bedggood Maddison Keeney     | 300,93 | Itálie Chiara Pellacani Matteo Santoro           | 287,49  | Jižní Korea Kim Su-ji Yi Jae-gyeong              | 285,03 |

## Synchronizované skoky – 10 m věž (mix)
| Rok     | Zlato                               | Zlato  | Stříbro                                           | Stříbro | Bronz                                         | Bronz  |
| ------- | ----------------------------------- | ------ | ------------------------------------------------- | ------- | --------------------------------------------- | ------ |
| MS 2015 | Čína (S' Ja-ťie, Tchaj Siao-chu)    | 350,88 | Kanada (Meaghan Benfeitová, Vincent Riendeau)     | 309,66  | Austrálie (Melissa Wuová, Domonic Bedggood)   | 308,22 |
| MS 2017 | Čína (Žen Čchien, Lien Ťün-ťie)     | 352,98 | Spojené království (Lois Toulsonová, Matthew Lee) | 323,28  | Severní Korea (Kim Mi-rä, Hjon Il-mjong)      | 318,12 |
| MS 2019 | Čína (S' Ja-ťie, Lien Ťün-ťie)      | 346,14 | Rusko (Jekatěrina Beljajevová, Viktor Minibajev)  | 311,28  | Mexiko (María José Sánchezová, Diego Balleza) | 287,64 |
| MS 2022 | Čína (Žen Čchien, Tuan Jü)          | 341,16 | Ukrajina (Sofija Lyskunová, Oleksij Sereda)       | 317,01  | USA (Delaney Schnellová, Carson Tyler)        | 315,90 |
| MS 2023 | Čína (Čang Ťia-čchi, Wang Fej-lung) | 339,54 | Mexiko (Viviana del Ángelová, Diego Balleza)      | 313,44  | Japonsko (Minami Itahašiová, Hiroki Itó)      | 305,34 |
| MS 2024 | Čína Huang Jianjie Zhang Jiaqi      | 353,82 | Severní Korea Im Yong-myong Jo Jin-mi             | 303,96  | Mexiko Kevin Berlín Alejandra Estudillo       | 296,13 |

## Tým (mix)
| Rok     | Zlato                                                                                          | Zlato  | Stříbro                                                                       | Stříbro | Bronz                                                                           | Bronz  |
| ------- | ---------------------------------------------------------------------------------------------- | ------ | ----------------------------------------------------------------------------- | ------- | ------------------------------------------------------------------------------- | ------ |
| MS 2015 | Spojené království (Rebecca Gallantreeová, Thomas Daley)                                       | 434,65 | Ukrajina (Julija Prokopčuková, Oleksandr Horškovozov)                         | 426,45  | Čína (Čchen Žuo-lin, Sie S'-i)                                                  | 425,40 |
| MS 2017 | Francie (Laura Marinová, Matthieu Rosset)                                                      | 406,40 | Mexiko (Viviana del Ángelová, Rommel Pacheco)                                 | 402,35  | USA (Krysta Palmerová, David Dinsmore)                                          | 395,90 |
| MS 2019 | Čína (Lin Šan, Jang Ťien)                                                                      | 416,65 | Rusko (Julija Timošininová, Sergej Nazin)                                     | 390,05  | USA (Katrina Youngová, Andrew Capobianco)                                       | 357,60 |
| MS 2022 | Čína (Čchüan Chung-čchan, Paj Jü-ming)                                                         | 391,40 | Francie (Jade Gilletová, Alexis Jandard)                                      | 358,50  | Spojené království (Andrea Spendoliniová-Sirieixová, James Heatly)              | 357,60 |
| MS 2023 | Čína (S' Ja-ťie, Čang Min-ťie, Paj Jü-ming, Čeng Ťiou-jüan)                                    | 489,65 | Mexiko (Gabriela Agúndezová, Aranza Vázquezová, Jahir Ocampo, Randal Willars) | 455,35  | Německo (Christina Wassenová, Lena Hentschelová, Timo Barthel, Moritz Wesemann) | 432,15 |
| MS 2024 | Spojené království (Tom Daley Scarlett Mew Jensen Daniel Goodfellow Andrea Spendolini-Sirieix) | 421,65 | Mexiko (Gabriela Agúndez Randal Willars Jahir Ocampo Aranza Vázquez)          | 412,80  | Austrálie (Cassiel Rousseau Maddison Keeney Nikita Hains Li Shixin )            | 385,35 |